# Rodrigo Paraná
Rodrigo Paraná (sinh ngày 25 tháng 1 năm 1987) là một cầu thủ bóng đá người Brasil.

## Sự nghiệp câu lạc bộ
Rodrigo Paraná đã từng chơi cho V-Varen Nagasaki và Giravanz Kitakyushu.